# James Kwambai
James Kipsang Kwambai (Keiyo, 28 februari 1983) is een Keniaanse langeafstandsloper, die gespecialiseerd is in de halve marathon en de marathon.

## Loopbaan
James Kwambai schreef diverse halve marathons op zijn naam, zoals de Rock 'n roll halve marathon (2006), de halve marathon van Udine (2003, 2004, 2006) en de San Blas halve marathon (2006). Ook was hij succesvol op de hele marathon, won hij in 2006 de marathon van Peking in 2:10.36 en de marathon van Brescia in 2:10.20.
Op 16 april 2007 eindigde hij op een tweede plaats op de Boston Marathon. Met een finishtijd van 2:14.33 eindigde hij twintig seconden achter zijn landgenoot Robert Kipkoech Cheruiyot.
Zijn deelname aan de marathon van Berlijn op 28 september 2008 betekende voor Kwambai een stap in een andere dimensie. De 32-jarige Keniaan kwam met een PR van 2:10.20 naar Berlijn en had in het voorjaar in Boston 2:15.52 gelopen. In de race, die door Haile Gebrselassie werd aangegrepen om als eerste hardloper de 2:04 grens te doorbreken en het wereldrecord op 2:03.59 te stellen, wist Kwambai de Ethiopiër nog het langst goed partij te geven. Hij finishte onder de Brandenburger Tor ten slotte achter Gebrselassie als tweede in 2:05.36, een verbetering van zijn PR met niet minder dan bijna 5 minuten!
Dat hij zich sindsdien verder heeft ontwikkeld, bewees Kwambai vervolgens op 5 april 2009 op de marathon in Rotterdam. Tot aan het einde van de wedstrijd wist hij zich aan de kop van het veld te handhaven en toen hij, met nog zo'n kilometer te gaan, opnieuw aanzette en zijn laatste concurrent, landgenoot Duncan Kibet achterop raakte, leek de zege hem niet meer te kunnen ontgaan. Deze wist echter in de laatste honderd meter het gat toch weer te dichten en sprintte Kwambai in de laatste meters voor de finish alsnog voorbij. Beiden kregen dezelfde tijd, 2:04.27, toegewezen, meer dan een minuut onder het parcoursrecord uit 2008 van William Kipsang en minder dan een halve minuut verwijderd van het wereldrecord van Haile Gebrselassie.
Kwambai woont in Keiyo (Kenia) en traint in Eldoret en Italië waar hij getraind wordt door Gabriele Rosa en Claudio Berardelli.

## Persoonlijke records
| Onderdeel      | Prestatie | Datum             | Plaats    |
| -------------- | --------- | ----------------- | --------- |
| 10 km          | 27.44     | 13 september 2009 | Rotterdam |
| 15 km          | 41.54     | 13 september 2009 | Rotterdam |
| 20 km          | 56.52     | 13 maart 2011     | Den Haag  |
| halve marathon | 59.09     | 13 september 2009 | Rotterdam |
| 25 km          | 1:13.41   | 28 september 2008 | Berlijn   |
| 30 km          | 1:28.27   | 28 september 2008 | Berlijn   |
| marathon       | 2:04.27   | 5 april 2009      | Rotterdam |

## Palmares

### 10 km
- 2002: 4e Greater Clarksburg - 29.12
- 2002:  Trofeo Asics Run in Cuneo - 28.07
- 2002:  Gran Pacífico in Mazatlán - 28.30
- 2004: 4e Carrera Internacional Abraham Rosa in Toa Baja - 29.12,3

### 15 km
- 2008:  São Sylvestre in Sao Paulo - 44.42
- 2009:  São Sylvestre in Sao Paulo - 44.40
- 2010:  São Sylvestre in Sao Paulo - 45.16

### 10 Eng. mijl
- 2004: 4e Dieci Miglia del Garda - 48.56

### 20 km
- 2002:  Marseille Cassis International Classic (20,3 km) - 59.01

### halve marathon
- 2003:  San Blas halve marathon in Coamo - 1:04.57
- 2003:  halve marathon van Berlijn - 1:01.56
- 2003: 5e halve marathon van Coban - 1:05.14
- 2003:  halve marathon van Udine - 1:00.38
- 2004:  halve marathon van Eldoret - 1:01.43
- 2004:  San Blas halve marathon in Coamo - 1:03.56
- 2004:  halve marathon van Udine - 1:00.22
- 2005:  San Blas halve marathon in Coamo - 1:03.45
- 2005:  halve marathon van Ostia - 1:00.45
- 2005:  halve marathon van Bogotá - 1:03.10
- 2005:  Rock 'n roll halve marathon (Virginia Beach)- 1:01.05
- 2006:  San Blas halve marathon in Coamo - 1:04.42
- 2006:  halve marathon van Bogotá - 1:03.05,0
- 2006:  Rock 'n roll halve marathon (Virginia Beach) - 1:03.30
- 2006: halve marathon van Berlijn - 1:02.46
- 2007: 4e halve marathon van New York - 1:01.03
- 2008:  halve marathon van Ostia - 1:00.22
- 2008:  halve marathon van Virginia Beach - 1:02.11
- 2009:  San Blas halve marathon in Coamo - 1:02.21
- 2009:  halve marathon van Rotterdam - 59.08,4
- 2010:  San Blas halve marathon in Coamo - 1:03.13
- 2011:  San Blas halve marathon in Coamo - 1:03.09
- 2011:  halve marathon van Rio de Janeiro - 1:01.36
- 2011: 6e City-Pier-City Loop - 1:00.01
- 2012:  San Blas halve marathon in Coamo - 1:05.15
- 2016:  halve marathon van Gyeongi - 1:04.27

### marathon
- 2006:  marathon van Brescia - 2:10.20
- 2006:  marathon van Peking - 2:10.36
- 2007:  Boston Marathon - 2:14.33
- 2007: 5e New York City Marathon - 2:12.25
- 2008: 8e marathon van Boston - 2:15.52
- 2008:  marathon van Berlijn - 2:05.35,2
- 2009:  marathon van Rotterdam - 2:04.26,9
- 2010: 20e marathon van Rotterdam - 2:24.07
- 2010: 5e marathon van New York - 2:11.31
- 2011:  Joon Ang Seoul International (november) - 2:08.50
- 2012:  marathon van Seoel - 2:06.03
- 2013: 5e marathon van Tokio - 2:08.02
- 2013:  marathon van Seoel (herfst) - 2:06.25
- 2014: 6e marathon van Seoel - 2:07.38
- 2014: 9e marathon van Seoel - 2:11.31
- 2015: 4e marathon van Seoel - 2:09.23
- 2016:  marathon van Daegu - 2:10.46